# Joseph Stulac
Joseph Stulac, né le 6 mars 1935, à Etobicoke, en Ontario et mort le 7 juillet 2001 à Toronto,,, est un ancien joueur canadien de basket-ball. Il est le frère de George Stulac.